# Габіба Грібі
Габіба аль-Грібі Будра (англ. Habiba Al-Ghribi-Boudra, 9 квітня 1984) — туніська легкоатлетка, олімпійська медалістка.

## Виступи на Олімпіадах
| Олімпіада   | Дисципліна | Місце |
| ----------- | ---------- | ----- |
| Пекін 2008  | стиплчез   | 13    |
| Лондон 2012 | стиплчез   | 2     |

## Зовнішні посилання
- Досьє на sport.references.com [Архівовано 17 грудня 2012 у Wayback Machine.]